# Kilfläcksrasbora
Kilfläcksrasbora (Trigonostigma heteromorpha) är en fiskart som först beskrevs av Georg Duncker 1904. Kilfläcksrasbora ingår i släktet Trigonostigma och familjen karpfiskar. IUCN kategoriserar arten globalt som livskraftig. Inga underarter finns listade i Catalogue of Life.